# Bezirk Vilnius
Der Bezirk Vilnius (deutsch Bezirk Wilna) war einer der zehn Verwaltungsbezirke Litauens. Der flächenmäßig größte und auch bevölkerungsreichste Bezirk lag im Südosten des Landes und umfasste auch die Hauptstadt Vilnius. Am 1. Juli 2010 wurden die Bezirke (Apskritys) in Litauen als Verwaltungseinheiten ersatzlos gestrichen. Die Funktionen der ehemaligen apskritys wurden zum Teil auf die Ministerien der Republik Litauen, zum Teil auf die Selbstverwaltungen (Savivaldibės) übertragen.
Für statistische Zwecke wird auch heute noch die ehemalige Bezirkseinteilung verwendet.

## Gemeinden
Der Bezirk umfasste acht Selbstverwaltungsgemeinden. (Einwohner am 1. Januar 2021)
- Stadtgemeinde Vilnius (569.902)
- Rajongemeinde Vilnius (102.031)
- Gemeinde Elektrėnai (24.108)
- Rajongemeinde Šalčininkai (30.274)
- Rajongemeinde Širvintos (14.910)
- Rajongemeinde Švenčionys (22.493)
- Rajongemeinde Trakai (33.213)
- Rajongemeinde Ukmergė (33.052)

## Vorsteher
- 1995: Alfonsas Macaitis (* 1956)
- 1997: Alis Vidūnas (1934–2009)
- 2000: Algirdas Kudzys (* 1956)
- 2001: Gediminas Paviržis (1941–2022)
- 2003: Arvydas Klimkevičius
- 2003: Feliksas Kolosauskas (* 1942)
- 2004: Gintaras Gibas
- 2006: Alfonsas Macaitis (* 1956)
- 2008–2010: Jonas Vasiliauskas (* 1959)
- 2010: Gintaras Sodeika * ( 1961)